# Sugenheim
Sugenheim är en köping (Markt) i Landkreis Neustadt an der Aisch-Bad Windsheim i Regierungsbezirk Mittelfranken i förbundslandet Bayern i Tyskland.
Köpingen ingår i kommunalförbundet Scheinfeld tillsammans med staden Scheinfeld, köpingarna Markt Bibart, Markt Taschendorf och Oberscheinfeld samt kommunen Langenfeld.